# Henriettea cuabae
Henriettea cuabae är en tvåhjärtbladig växtart som först beskrevs av Ignatz Urban, och fick sitt nu gällande namn av Attila L. Borhidi. Henriettea cuabae ingår i släktet Henriettea och familjen Melastomataceae. Inga underarter finns listade i Catalogue of Life.